# Sarcoglottis scintillans
Sarcoglottis scintillans là một loài thực vật có hoa trong họ Lan. Loài này được (E.W.Greenw.) Salazar & Soto Arenas mô tả khoa học đầu tiên năm 2002.